# Карвальо Родригес, Пиндаро де
Пи́ндаро де Карвальо Родригес (порт.-браз. Píndaro de Carvalho Rodrigues; 1 июня, по другим данным 1 июля 1892, Сан-Паулу — 30 августа 1965, Рио-де-Жанейро) — бразильский футболист, защитник. Первым тренер, который тренировал сборную Бразилии на чемпионате мира.

## Карьера

«Фламенго». 1912 год. Пиндаро третий слева в верхнем ряду

Пиндаро Родригес родился в семье Антониу Родригеса де Карвальо и Марии Амелии Алмейда Ногейры. Антониу был внуком Себастьяна Жозе Родригиша и Инасии Марии де Сан-Жозе, португальцев родом с Фаяла, переехавших в Бразилию в 1808 году. Он начал учиться в колледже Маристы Аркидиосесану в Сан-Паулу. Затем обучался в гимназии Ногейры да Гамы в Жакареи, а потом в Колледже Англу-Бразилейру. Там же в 1910 году Пиндаро стал играть в футбол в клубе «Американо», по другим данным в 1909 году. В 1911 году он переехал в Рио-де-Жанейро, где стал играть во «Флуминенсе». 23 апреля он дебютировал в составе команды в матче с «Паулистано» (2:2). Там защитник выступал один сезон, сыграв девять матчей. Ещё один матча он сыграл в 1916 году в товарищеской игре с «Ботафого» (2:2).
В 1912 году Пиндаро в числе девяти игроков клуба решили покинуть «Флуминенсе» и создали новый клуб — «Фламенго». Его дебютной игрой стал матч против «Мангейры», где его команда выиграла со счётом 15:2. Футболист играл там до 1922 года, проведя 80 матчей (37 побед, 19 ничьих и 24 поражения) и забил 2 гола, по другим данным 82 матча (52 победы, 15 ничьих и 15 поражений) и забил 3 гола, по третьим данным 89 матчей (54 победы, 18 ничьих и 17 поражений). Он выиграл вместе с командой четыре чемпионата штата Рио-де-Жанейро. Последнюю игру в карьере Пиндаро сыграл 9 июля 1922 года с «Сан-Кристованом» (3:0). Дважды, в 1913 и 1919 годах Карвальо становился главным тренером «Фламенго». Команда под его руководством провела 30 матчей, выиграв 18, 4 сведя вничью и 8 проиграв. Завершив карьеру, Пиндаро остался во «Фламенго», где занимал разные должности, включая директора клуба.
В 1930 году Пиндаро де Карвальо неожиданно стал тренером — его пригласили тренировать сборную страны. Он принял сборную непосредственно перед турниром, в разобранном состоянии, предыдущий тренер — Лаис, ушёл из сборной за год до назначения Пиндаро и команда была несыграна. Также называлась недостаточная физическая подготовка бразильских футболистов, которая, к тому же, испортилась из-за 15-дневного плавания из Бразилии в Уругвай. Плюс команды из штата Сан-Паулу не разрешили вызвать своих футболистов. Одновременно Карвальо выполнял функции врача команды. Они проиграли первый матч югославам. Пиндаро пришлось срочно вносить изменения: из состава, вышедшего на первую встречу, на игру с Боливией вышло лишь 5 человек. Это принесло свои плоды: Бразилия выиграла 4:0, но из группы выходила лишь одна команда, и ей стала Югославия. На родине Пиндаро обвинили в поражении и сразу уволили.
Еще будучи футболистом, Пиндаро стал врачом. Он закончил медицинский факультет в Рио-де-Жанейро в 1916 году. С 1918 по 1930 год Пиндаро работал врачом на Центральной железной дороге Бразилии. С 1930 по 1952 год он работал в Министерстве образования и общественного здоровья. С 1947 года он работал начальником санитарного участка, а затем начальником отдела гигиены мэрии Федерального округа. В 1960 году Пиндаро получил медаль за спортивные заслуги. Он работал в Бразильском генеалогическом институте, а с 1955 года в Бразильского генеалогического колледже. В конце жизни Пиндаро уехал на ферму в Бананал, где продолжал заниматься генеалогическими исследованиями.
Именем Пиндаро назван Оздоровительный центр в Рио-де-Жанейро — Оздоровительный центр Пиндаро Карвальо Родригеса.

## Международная статистика
| Матчи Карвальо Родригеса за сборную Бразилии | Матчи Карвальо Родригеса за сборную Бразилии | Матчи Карвальо Родригеса за сборную Бразилии | Матчи Карвальо Родригеса за сборную Бразилии | Матчи Карвальо Родригеса за сборную Бразилии | Матчи Карвальо Родригеса за сборную Бразилии | Матчи Карвальо Родригеса за сборную Бразилии |
| -------------------------------------------- | -------------------------------------------- | -------------------------------------------- | -------------------------------------------- | -------------------------------------------- | -------------------------------------------- | -------------------------------------------- |
| №                                            | Дата                                         | Место проведения                             | Оппонент                                     | Счёт                                         | Голы                                         | Турнир                                       |
| 1                                            | 21 июля 1914                                 | Рио-де-Жанейро                               | Эксетер Сити                                 | 2:0                                          | —                                            | Товарищеский матч                            |
| 2                                            | 20 сентября 1914                             | Буэнос-Айрес                                 | Аргентина                                    | 0:3                                          | —                                            | Товарищеский матч                            |
| 3                                            | 24 сентября 1914                             | Буэнос-Айрес                                 | Сборная клубов Аргентины                     | 3:1                                          | —                                            | Товарищеский матч                            |
| 4                                            | 27 сентября 1914                             | Буэнос-Айрес                                 | Аргентина                                    | 1:0                                          | —                                            | Кубок Рока                                   |
| 5                                            | 11 мая 1919                                  | Рио-де-Жанейро                               | Чили                                         | 6:0                                          | —                                            | Кубок Роберто Чери                           |
| 6                                            | 18 мая 1919                                  | Рио-де-Жанейро                               | Аргентина                                    | 3:1                                          | —                                            | Чемпионат Южной Америки                      |
| 7                                            | 25 мая 1919                                  | Рио-де-Жанейро                               | Уругвай                                      | 2:2                                          | —                                            | Чемпионат Южной Америки                      |
| 8                                            | 29 мая 1919                                  | Рио-де-Жанейро                               | Уругвай                                      | 1:0                                          | —                                            | Чемпионат Южной Америки                      |

## Достижения
- Обладатель Кубка Рока: 1914
- Обладатель Кубка Роберто Чери: 1914
- Чемпион штата Рио-де-Жанейро: 1914, 1915, 1920, 1921
- Победитель турнира Начала чемпионата Рио-де-Жанейро: 1920, 1922
- Обладатель Кубка Америки: 1919